# Tiberis Rimae
Le Tiberis Rimae sono una struttura geologica della superficie di 21 Lutetia.